# Försjön (Långaryds socken, Småland)
Försjön är en sjö i Hylte kommun i Småland och ingår i Nissans huvudavrinningsområde. Sjön är 5 meter djup, har en yta på 0,073 kvadratkilometer och är belägen 156,4 meter över havet. Vid provfiske har abborre och gädda fångats i sjön.